# Poings de la justice et de la concorde

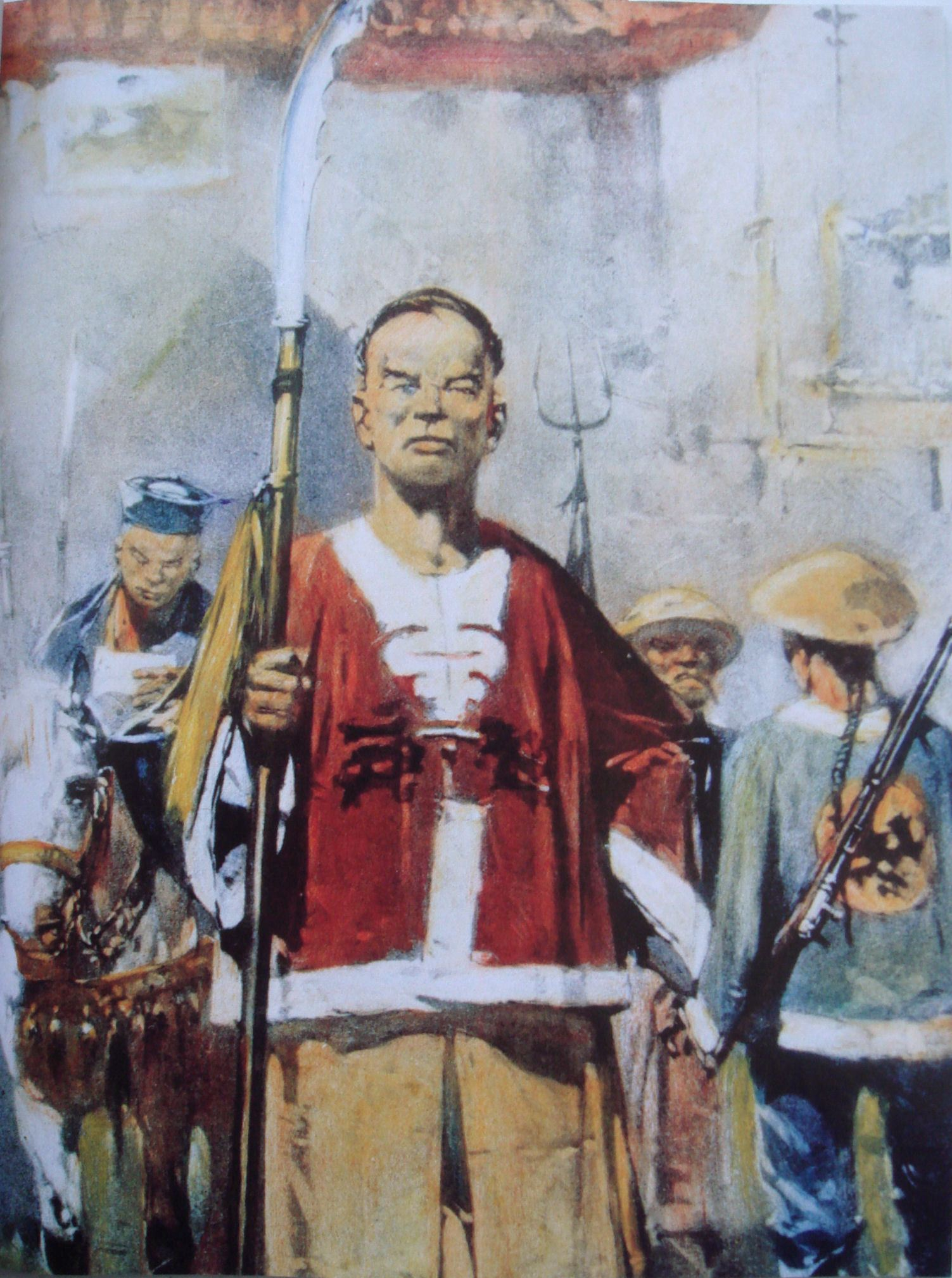
Boxers représentés par Johannes Koekkoek, vers 1900.

Les Poings de la justice et de la concorde (chinois : 義和拳 ; pinyin : Yìhéquán ; Wade : I ho ch'uan ; parfois retranscrit  I-ho-kiuên), également traduit par Poings d'harmonie et de justice ou Lutteurs pour la justice et la concorde ou la Milice de la justice et de la concorde (chinois : 義和團 ; pinyin : Yìhétuán ; Wade : Yi ho tuan) étaient une société secrète chinoise, connue pour avoir déclenché l'épisode dit de la révolte des Boxers en 1899-1901. Devenue un mouvement de masse comptant entre cinquante et cent mille membres, la société mena des actions xénophobes, d'abord hostiles à la dynastie mandchoue des Qing, puis anti-occidentales, anti-japonaises et anti-chrétiennes. Le mouvement fut progressivement utilisé et canalisé par l'Empire de Chine pour lutter contre l'influence des puissances étrangères. La société secrète est surtout connue en Occident sous le nom de Boxers (en français, Boxeurs), car les membres de ses milices pratiquaient le kung fu, dit « boxe chinoise, ».

## Origines
La Chine a une longue tradition de sociétés secrètes. L'histoire politique de l'empire du milieu est parsemée de révoltes. Lorsqu'une crise agricole ne pouvait être gérée rapidement, des révoltes paysannes éclataient, souvent encadrées par des sectes et autres groupes clandestins.

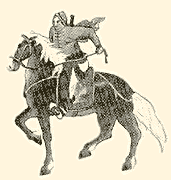
Dessin représentant Cao Futian, l'un des chefs des Boxers.

Le mouvement des Boxers, qui s'inscrit aussi dans la tradition des sociétés secrètes en Chine, apparaît dans le Shandong au début des années 1890 et semble sortir tout droit du passé de la Chine: il descend sans doute de la rébellion des Huit Trigrammes (pinyin : Bāguà) de 1813, menée par la secte du même nom, causée par le mécontentement de la masse paysanne touchée par la crise économique survenue après l'augmentation de la population.
Ce mouvement, composite, se divise en plusieurs groupes. Chaque groupe a une unité de base, le tan (aire sacrée), qui représente à la fois l'autel, le quartier général et le territoire sur lequel est exercée l'autorité. Ce groupe est mené par un chef, qui commande entre vingt-cinq et cent hommes. En ordre de bataille, les Boxers sont, la plupart du temps, répartis en sous-groupes, de dix hommes environ, au sein desquels règne une discipline très stricte, « obéissance totale au chef, interdiction d'accepter des cadeaux, de piller, de voler ou molester les simples gens, d'avoir des relations avec les femmes, de manger de la viande et de boire du thé ». Animés de superstitions, les Boxers étaient persuadés de leur force surhumaine et de leur invulnérabilité, liées à une pratique rituelle d'arts martiaux chinois,,.
La composition de ce mouvement est populaire, au départ composé essentiellement d'ouvriers agricoles, auxquels s'ajoutent, au fil du temps, des bateliers, des porteurs, des artisans ruinés... Leur position dans leurs actions est donc plus radicale, par leur statut dans la société. De plus ce mouvement fait partie de ces sectes à caractère fortement xénophobe.
Dans un contexte d'invasion militaire étrangère, de la défaite chinoise dans les deux guerres de l'opium, de la mise en place des traités inégaux, et devant l'impuissance du gouvernement impérial de la Dynastie Qing à endiguer ce fléau, les boxeurs décidèrent de faire justice par eux-mêmes.
Ces milices furent initialement opposées à la dynastie impériale Qing, mais leur développement dut beaucoup aux excès des missionnaires[réf. nécessaire]. Les membres pratiquent des rituels les rendant selon la tradition invincibles aux balles. La société des Boxers recrutait parmi les errants des campagnes, la plèbe urbaine, et les notables touchés par la pauvreté. Une grande partie des Boxers, initialement hostiles à la dynastie Qing, la dynastie des Mandchous, s'y rallient ensuite, et soutiennent l'impératrice douairière Cixi, elle-même hostile aux étrangers.

## Conflit

L'une des multiples bannières de commandement utilisées par les Boxers, inspiré de celle des Pavillons noirs.

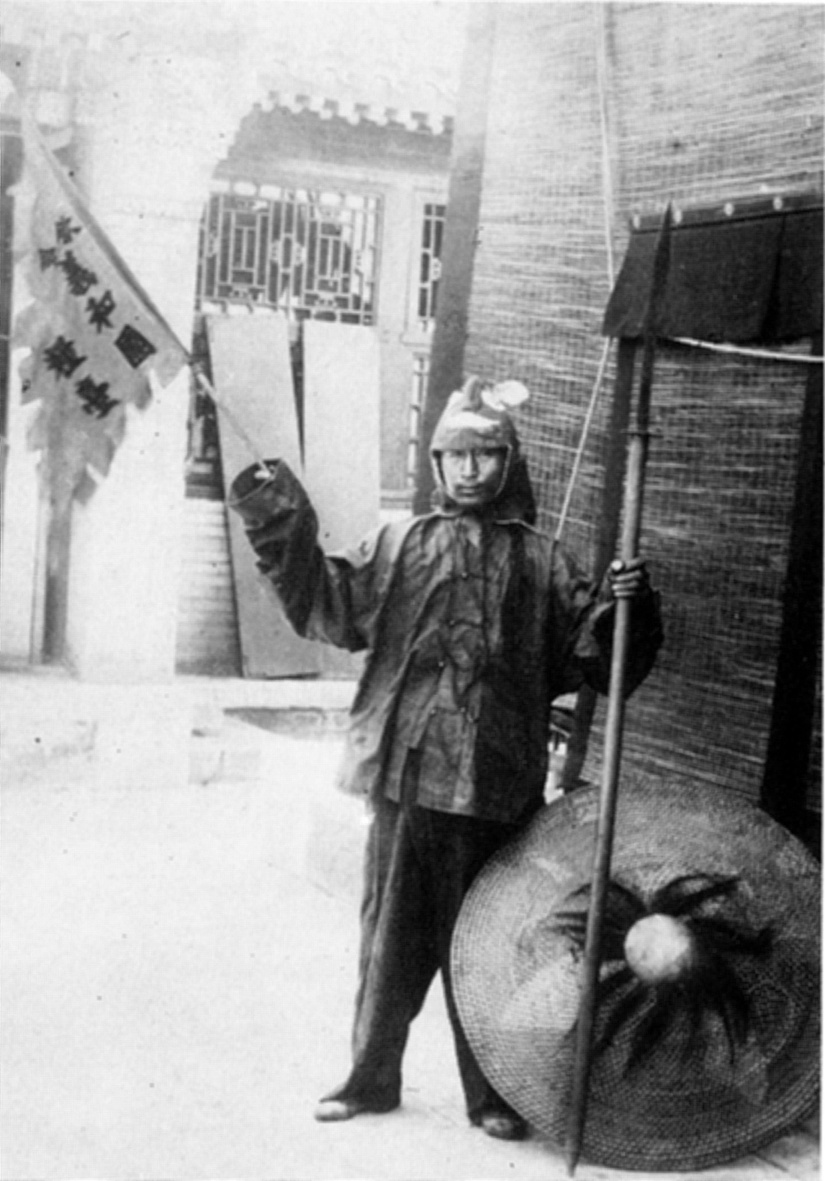
Un Boxer photographié en 1900 durant la révolte.

En mars 1898, les Boxers commencèrent à prêcher ouvertement dans les rues sous le slogan « Rétablissons les Qing, détruisons les étrangers ».
Après un accrochage avec les troupes impériales en octobre 1899, l'activité des Boxers se concentra contre les missionnaires et leurs convertis, considérés comme des agents à la solde des « diables étrangers ». Les autorités chinoises se divisèrent au sujet du mouvement, mais les éléments les plus conservateurs de la cour leur apportèrent leur soutien et le Prince Duan organisa une rencontre entre l'impératrice douairière Cixi et Cao Futian, l'un des chefs Boxers de Tianjin.
Début juin, près de 450 hommes, appartenant aux contingents occidentaux, pénétrèrent dans la capitale chinoise pour protéger les délégations étrangères. La révolte atteignit son paroxysme : les insurgés, désormais soutenus par des éléments de l'armée, changèrent leur slogan en « Soutenons les Qing, détruisons les étrangers ».
Les Boxers multiplièrent meurtres et exactions contre les étrangers et les Chinois chrétiens. À Pékin, les groupes de Boxers furent placés officiellement sous le commandement de membres de la cour, le Prince Duan notamment. L'assassinat du ministre japonais Sugiyama le 10 juin 1900, puis de l'ambassadeur allemand Clemens von Ketteler le 20 juin, mirent le feu aux poudres, l'épisode culminant par le siège des légations étrangères (épisode dit des 55 jours de Pékin) et le conflit ouvert entre l'Alliance des huit nations d'une part, les Boxers et l'armée impériale chinoise de l'autre. Les Boxers, qui affrontaient souvent à l'arme blanche des troupes régulières munies d'armes à feu, furent anéantis lors du conflit. Sur ordre de l'impératrice Cixi qui souhaitait apaiser les puissances étrangères, les troupes impériales chinoises participèrent à la répression du mouvement.

## Dans la culture populaire
La révolte des Boxers est évoquée au cinéma dans les films Les 55 Jours de Pékin, de Nicholas Ray (États-Unis, 1963) et La Colère des Boxers (ou La Révolte des Boxers), de Chang Cheh (Hong Kong / Taïwan, 1976). Ce dernier film, raconté d'un point de vue chinois, dépeint avec sympathie les motivations nationalistes des Boxers, mais représente leurs chefs comme des charlatans, prêts à envoyer leurs troupes à la mort.